# 卡斯卡斯

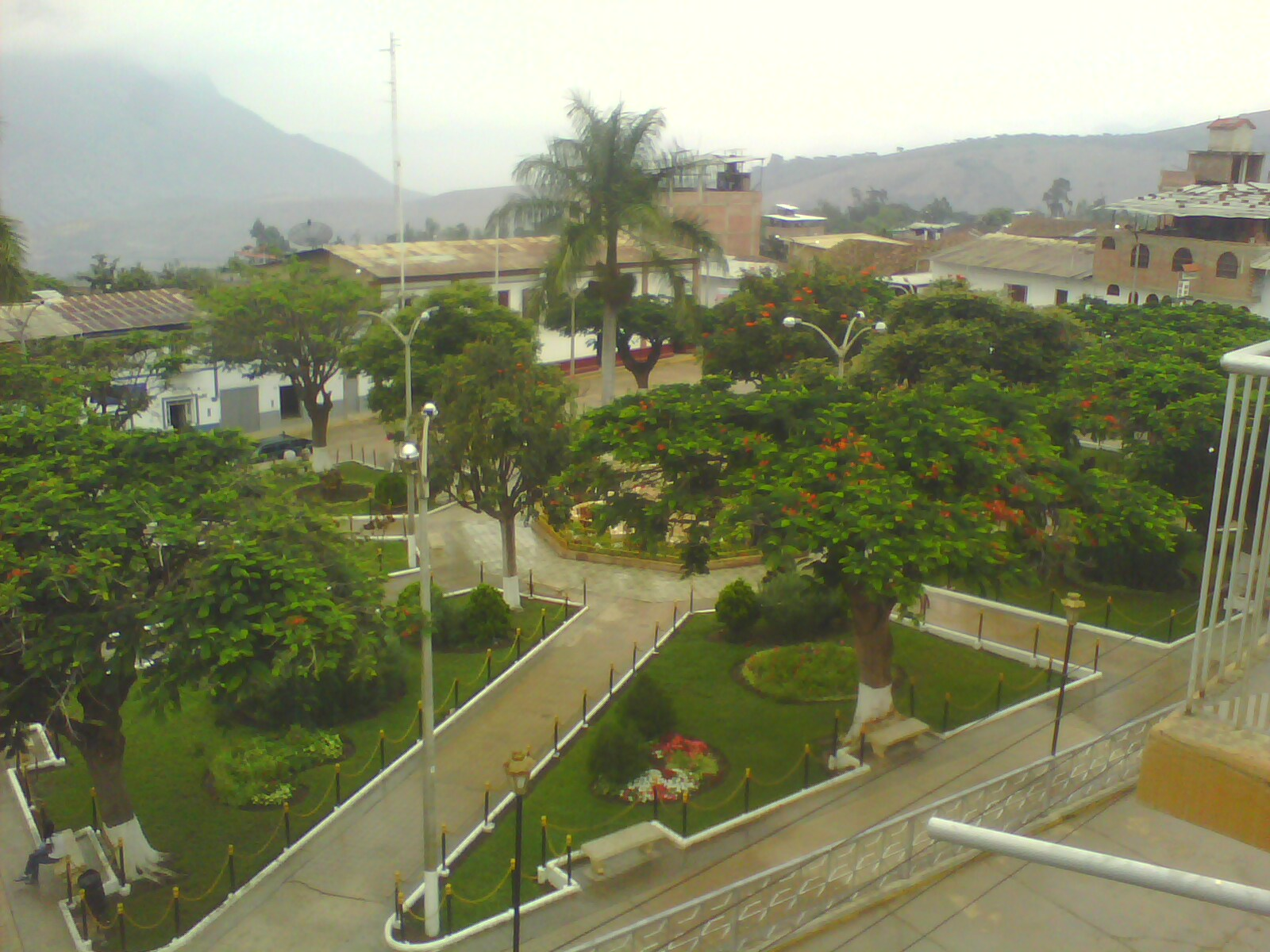

卡斯卡斯（西班牙語：Cascas），是秘魯的城鎮，位於該國西北部拉利伯塔德大區，是格蘭奇穆省的首府，距離特魯希略約100公里，海拔高度1,255米，2005年人口4,381。